# Mateo Túnez Grau
Mateo Túnez Grau   (Navarrés, 21 de novembre de 1989) és un pilot de motociclisme valencià que competí internacionalment entre la temporada de 2005 i la de 2006. El 2005 guanyà el Campionat d'Espanya en la categoria de 125 cc.

## Resultats al Mundial de motociclisme[4]
| Any   | Categoria | Moto    | Curses | Victòries | Podis | Pole | Punts | Posició |
| ----- | --------- | ------- | ------ | --------- | ----- | ---- | ----- | ------- |
| 2005  | 125cc     | Aprilia | 11     | 0         | 0     | 0    | -     | -       |
| 2006  | 125cc     | Aprilia | 8      | 0         | 0     | 0    | -     | -       |
| Total |           |         | 19     | 0         | 0     | 0    | 0     |         |